# Танкред (король Сицилии)
Танкред (умер 20 февраля 1194 года) — четвёртый король (с января 1190 года) Сицилийского королевства из династии Отвилей. Не имея законных прав на престол, сумел занять трон после смерти бездетного Вильгельма II Доброго и в течение последующих четырёх лет успешно противостоял законному наследнику Отвилей императору Генриху VI.

## Происхождение Танкреда
Точный год рождения Танкреда неизвестен. Различные источники колеблются между 1135 и 1145 годами. Он был внебрачным сыном герцога Рожера Апулийского (1121—1148), старшего сына и предполагаемого наследника короля Рожера II, и Эммы, дочери графа Ашара ди Лечче. В последующие годы родилась легенда о том, что Рожер Апулийский был разлучён со своей возлюбленной по воле короля Рожера II, заключен в тюрьму и умер от горя. Эта легенда не имеет под собой оснований, так как известно, что с момента получения герцогского титула в 1134 году, Рожер Апулийский был неизменным наместником своего отца на континенте, и ни один из хронистов не упоминает о его опале.
Рожер Апулийский был женат на Изабелле, дочери графа Тибо II Шампанского, но, что было нередким в это время, признал своего незаконнорождённого сына. Незаконное происхождение не помешало Танкреду унаследовать от деда по материнской линии графство Лечче, и быть принятым в качестве родственника при королевском дворе.

## Участие в политической жизни Сицилии при Вильгельме I
Начало царствования Вильгельма I Злого было ознаменовано баронским мятежом в Южной Италии и вторжением византийской и папской армий (1155—1156). В ходе этих событий Южная Италия за исключением Калабрии была сначала потеряна для Вильгельма I, а затем вновь возвращена им. Вильгельм I Злой подавил мятеж с беспримерной жестокостью: те из мятежников, кто не успел бежать из страны, были казнены, изувечены, а их имения конфискованы. Степень участия Танкреда ди Лечче в событиях 1155—1156 годов достоверно неизвестна, но, вероятно, он принял сторону мятежников, так как был арестован по приказу короля и в 1156 году заключен в темницу, находившуюся при королевском дворце в Палермо.
В начале 1161 года противники Вильгельма I во главе с Маттео Боннеллюсом, ранее убившие всесильного министра Майо из Бари, и, несмотря на публичное королевское прощение, опасавшиеся мести монарха, решились отстранить от власти короля. Поскольку доступ посторонних во дворец был невозможен, заговорщики приняли решение захватить дворец изнутри. Страж дворцовой тюрьмы был подкуплен, 9 марта 1161 года он выпустил на свободу и вооружил содержавшихся здесь узников, в числе которых находился Танкред и ещё один бастард из Отвилей Симон Тарентский. Возглавляемые Танкредом и Симоном узники открыли ворота своим сообщникам и захватили дворец. Вильгельм I и его семья были захвачены. По первоначальному плану заговорщиков Вильгельма I на троне должен был заменить его старший ещё несовершеннолетний сын Рожер, но опьянённые успехом мятежники не удержали ситуацию в Палермо под контролем. 11 марта 1161 года по призыву духовенства жители Палермо осадили заговорщиков во дворце, и последние были вынуждены освободить Вильгельма I и умолять его о пощаде. Король публично помиловал их и позволил беспрепятственно покинуть Палермо и укрыться в Каккамо — замке Боннеллюса.
Прибытие в Палермо армии и флота из Мессины позволило Вильгельму I полностью овладеть ситуацией. Участникам неудавшегося переворота была предложена амнистия, которой они поспешили воспользоваться. Танкреду ди Лечче и Симону Тарентскому и некоторым другим было позволено удалиться на континент. Прочие мятежники, в том числе и убийца Майо — Маттео Боннеллюс, поверившие слову короля, были в скором времени арестованы, а затем казнены и искалечены. Танкред ди Лечче и Рожер Склаво бежали на юг Сицилии, захватили Бутеру и Пьяццу, где вновь подняли знамя мятежа. В апреле 1161 года Вильгельм I взял и разрушил Пьяццу, а затем осадил Бутеру. В начале декабря 1161 года Танкред и Рожер Склаво сдали город королю в обмен на прощение и разрешение уехать на континент, которым поспешно воспользовались. После их бегства Бутера была разрушена по приказу короля.
По отношению к своему племяннику Танкреду ди Лечче Вильгельм I сдержал слово и в дальнейшем не преследовал его. Танкред беспрепятственно уехал в Византию и оставался там до смерти короля.

## Военные компании при Вильгельме II
В годы царствования Вильгельма II Танкред показал себя опытным флотоводцем, возглавляя две крупные морские кампании: в 1174 году — в Александрию, в 1185 году (совместно с Маргаритом из Бриндизи) — против Византии. Обе кампании оказались безрезультатными из-за политических просчетов Вильгельма II, но в обоих случаях Танкреду удалось сохранить флот и вернуться на Сицилию. В 1176 году Танкред совместно с графом Рожером ди Андрия провёл успешную кампанию против императора Фридриха I Барбароссы.

## Вопрос о престолонаследии и воцарение Танкреда

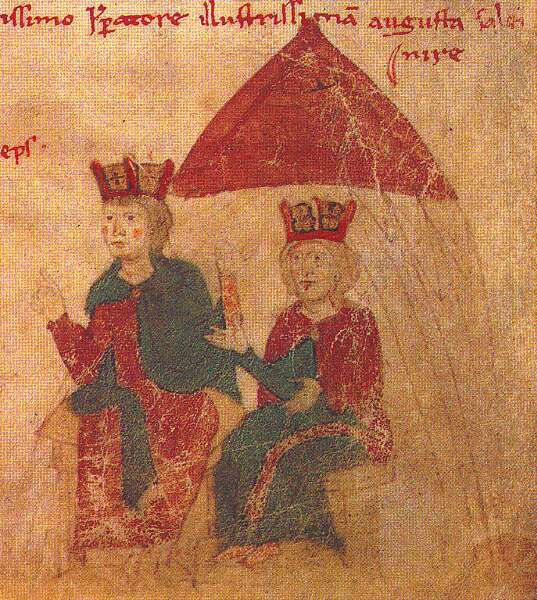
Генрих VI и Констанция — миниатюра из поэмы Петра из Эболи «Liber ad honorem Augusti sive de rebus Siculis»

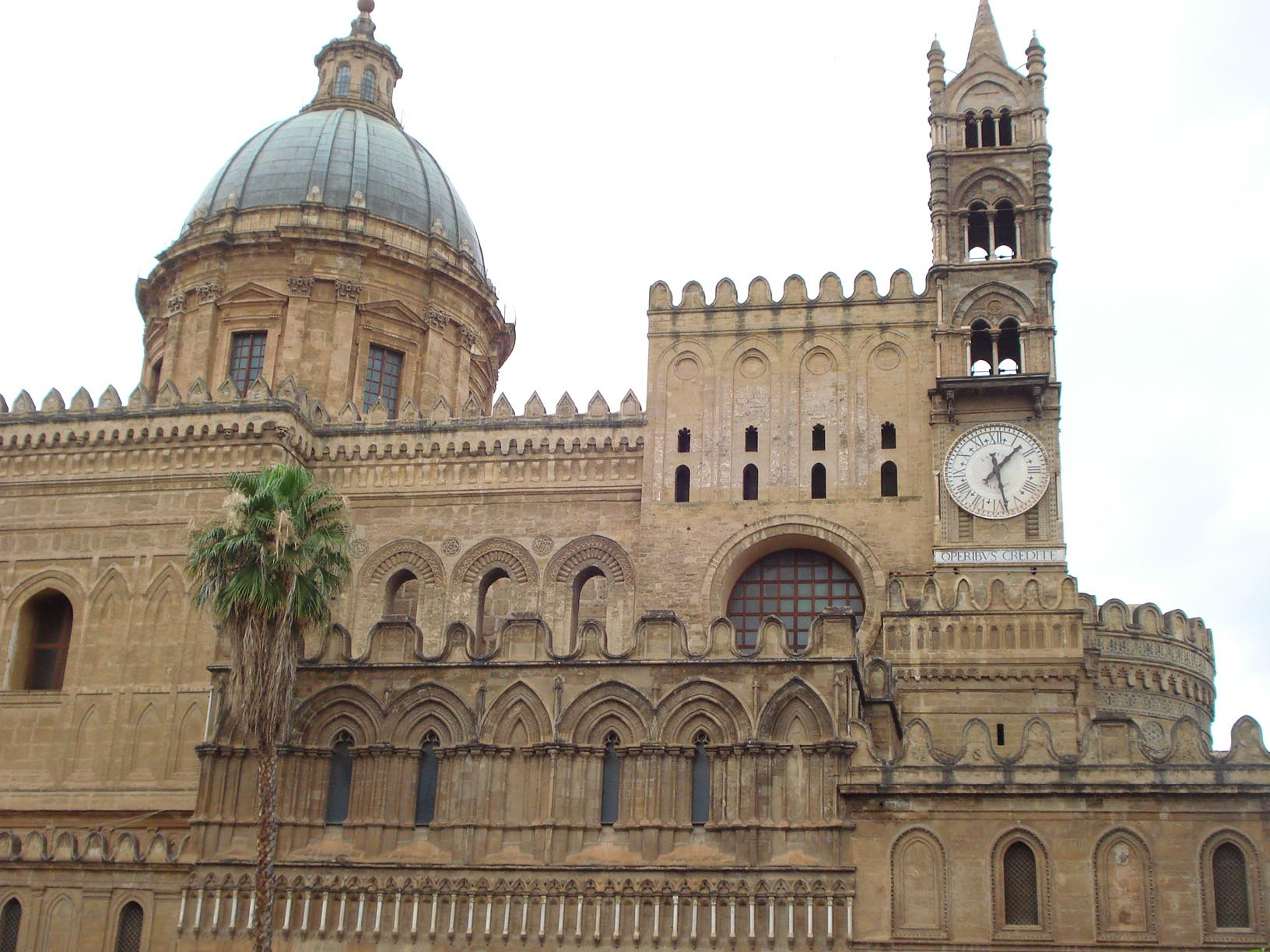
Собор Палермо, в котором короновались сицилийские короли. Восточная часть собора выдержана в арабо-норманнском стиле и построена в XII веке, купол добавлен в XVIII веке

18 ноября 1189 года умер король Сицилии Вильгельм II. Он не оставил детей и пережил своих братьев. Из законнорождённых потомков Рожера I в живых осталась только самая младшая дочь Рожера II Констанция, выданная в 1186 году замуж за Генриха Гогенштауфена, сына императора Фридриха Барбароссы. Вильгельм II, устроивший брак своей тётки Констанции для скрепления союза с Западной империей и последующего завоевания Византии, в 1186 году заставил своих вассалов присягнуть Констанции как наследнице престола. Тем не менее, нет свидетельств, что Вильгельм II в последующие годы, а также в своём завещании или ином предсмертном акте указал на Констанцию в качестве наследницы Сицилийского королевства.
Начиная с момента появления норманнов в Южной Италии, Священная Римская империя была постоянным и непримиримым врагом Сицилии. Поэтому переход короны к Констанции и её германскому мужу рассматривался многими как нежелательный вариант. Из приближённых к Вильгельму II сановников германские брак и престолонаследие активно одобрял лишь Уолтер Милль, архиепископ Палермо. Противники Гогенштауфенов группировались вокруг Маттео д'Аджелло, вице-канцлера королевства. Именно он в конечном итоге оказал решающее воздействие на выбор нового короля.
Хотя противники Гогенштауфенов были значительно сильнее и многочисленнее, чем сторонники, но в рядах первых не было единства. В качестве возможных преемников Вильгельма II были выдвинуты Танкред ди Лечче и граф Рожер ди Андрия. Танкред был, хоть и незаконнорождённым, но внуком Рожера II и двоюродным братом Вильгельма II. Степень родства Рожера ди Андрия с Отвилями достоверно не установлена; возможно, но не доказано, что он был правнуком Дрого Отвиля, второго графа Апулии и старшего брата Роберта Гвискара и Рожера I. Сторонники обоих претендентов дошли до кровопролитных столкновений на улицах Палермо. Маттео д’Аджелло склонился на сторону Танкреда и добился одобрения его кандидатуры папой Климентом III, номинальным сюзереном Сицилийского королевства. В результате Танкред был коронован в кафедральном соборе Палермо 18 января 1190 года.
Сторонники Рожера ди Андрии внешне смирились перед новым королём, а Уолтер Милль, несмотря на свои прогерманские симпатии, в качестве архиепископа собственноручно возложил корону на голову Танкреда. Маттео д’Аджелло получил пост канцлера, вакантный с момента бегства Стефана дю Перша (1168), старший сын Маттео — Ришар — был пожалован графством Аджелло, а младший — Никола — возведен в архиепископы Салерно.

## Консолидация королевства в 1190 году
В первый год своего царствования Танкред столкнулся с двумя крупными мятежами внутри страны и вторжением имперских войск.
В январе 1190 года произошли столкновения между христианами и мусульманами в Палермо. Мусульмане, сохранявшие при Рожере II , Вильгельме I и Вильгельме II своё привилегированное положение и значительное влияние при дворе, во время междуцарствия оказались жертвами погромов в Палермо. Погромы в Палермо спровоцировали первое в истории норманнской Сицилии мусульманское восстание на острове, локализацией и подавлением которого Танкред был занят вплоть до конца 1190 года.
В марте 1190 года Рожер ди Андрия и его многочисленные сторонники в Апулии и Кампании, недовольные избранием Танкреда, подняли мятеж. Ради свержения Танкреда они призвали на помощь Генриха Гогенштауфена, восхождению которого на сицилийский трон они до этого противились. В мае 1190 года германская армия под командованием Генриха Калденского вступила в пределы Сицилийского королевства.
Танкред, занятый подавлением мусульманского восстания на Сицилии, не мог собственнолично заняться восстановлением своей власти на континенте. Эту миссию король доверил своему шурину графу Ришару Ачерра. Последний сумел собрать значительную наемную армию и воспрепятствовать соединению германской армии и мятежников. В сентябре 1190 года Генрих Калденский со своей армией покинул пределы королевства, а мятежные бароны были оттеснены в Апулию и разбиты. Рожер ди Андрия был взят в плен и казнен.
К концу 1190 года Танкреду удалось подавить угрожавшие его власти мятежи и восстановить единство Сицилийского королевства. С этого времени главной заботой короля стало отражение неминуемого вторжения Генриха Гогенштауфена.

## Танкред и Третий крестовый поход

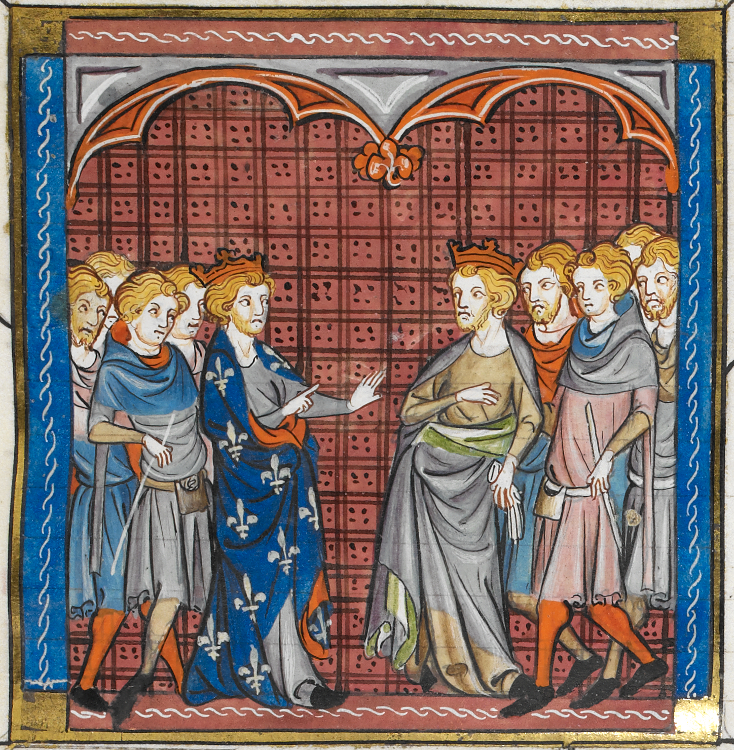
Встреча Танкреда и Филиппа II Августа в 1190 году. Фрагмент миниатюры. Британская библиотека

После падения Иерусалима в 1187 году Вильгельм II Добрый первым из европейских государей принял решение участвовать в провозглашённом Третьем крестовом походе. В своих письмах к Фридриху Барбароссе и английскому и французскому королям Вильгельм II предложил им морской путь в Палестину с остановкой и получением подкреплений и припасов на Сицилии. Фактически поход начался уже после смерти Вильгельма II. Филипп II Август и Ричард Львиное Сердце, воспользовавшись предложением покойного Вильгельма II провести зиму 1190—1191 года на Сицилии, прибыли в Мессину 14 и 23 сентября 1190 года соответственно. С учётом назревавшего конфликта между Танкредом и Генрихом Гогенштауфеном английские и французские крестоносцы могли стать как важными союзниками, так и опасными противниками Танкреда. Этим объясняется сложная дипломатическая игра Танкреда с крестоносцами.
Ещё до прибытия крестоносцев отношения Танкреда и Ричарда были натянутыми. Танкред не выплатил Иоанне Английской, вдове Вильгельма II и сестре Ричарда, её вдовьей доли, наложил арест на её имущество и присваивал доходы от переданного ей по брачному контракту графства Монте-Сант-Анджело. Кроме того, Ричард утверждал, что Вильгельм II обещал передать своему английскому родственнику значительное наследство, в том числе корабли, полностью снаряженные для крестового похода. Танкред пошел на уступки, освободив Иоанну и выплатив ей компенсацию за понесенные убытки. Но Ричард потребовал удовлетворения всех своих требований.
30 сентября 1190 года Ричард пересек Мессинский пролив, захватил город Багнару в Калабрии и оставил там Иоанну под защитой английского гарнизона. Затем, по возвращении в Мессину, англичане заняли греческий монастырь Спасителя, изгнав оттуда монахов. 3 октября 1190 года жители Мессины, возмущенные поведением англичан, блокировали их в монастыре. Филипп II Август предложил своё посредничество, но Ричард, прервав переговоры, ворвался в город и подверг его грабежам и насилию. Ричард потребовал от ограбленных горожан заложников и для предотвращения новых антианглийских выступлений построил на горе за стенами города деревянный форт с оскорбительным названием Матегрифон — «узда для греков».
Танкред находился в это время в Катании, откуда наблюдал за тем, как Ричард захватил Мессину — один из важнейших городов королевства. Действия Ричарда тем временем возбудили недовольство Филиппа II Августа, который в своем письме предложил Танкреду военную помощь против англичан. Но Ричард, поддерживавший Вельфов — противников Гогенштауфенов в Германии, был более предпочтительным потенциальным союзником для Сицилии, чем французский король. Поэтому Танкред, приняв предложение Филиппа Августа, начал за его спиной переговоры с Ричардом, увенчавшиеся Мессинским договором 11 ноября 1190 года.
В соответствии с этим договором Танкред выплачивал Иоанне Английской дополнительное вознаграждение за графство Монте-Сан-Анджело, которое оставлял за собой, а также компенсировал Ричарду потерю (действительную или мнимую) обещанного Вильгельмом II наследства. Малолетний племянник и наследник Ричарда I Артур Бретонский был помолвлен с дочерью Танкреда. В обмен на это, Ричард обещал Танкреду военную помощь на протяжении всего времени своего нахождения в Южной Италии, компенсацию убытков от разорения Мессины и разрушение Матегрифона.
Союзный договор с Ричардом не помешал Танкреду раздувать тлеющий конфликт между английским и французским королями, а в марте 1191 года Танкред передал в руки Ричарда письма Филиппа Августа с предложением военной помощи сицилийцам против англичан. Перессорив монархов, Танкред уже без труда убедил их быстрее покинуть Сицилию и отправиться на Восток. 30 марта и 10 апреля 1191 года соответственно французы и англичане отплыли из Мессины.
Таким образом, Танкред, не имея возможности вступить в открытый конфликт с крестоносцами, сумел дипломатическим путём избавить своё государство от войны с Англией и Францией и превратил Ричарда Львиное Сердце из врага в потенциального союзника в неизбежной войне с Гогенштауфенами.

## Война с императором Генрихом VI
Избрание Танкреда королём Сицилии в обход очевидных династических прав Констанции и её мужа Генриха Гогенштауфена было оспорено последним. Генрих, сумевший после 1186 года добиться значительных успехов в Северной Италии, готовил вторжение на территорию Сицилийского королевства в 1190 году. Но смерть в Третьем крестовом походе Фридриха Барбароссы, неурядицы в Германии, сопровождавшие восхождение на германский престол Генриха, лишили последнего возможности предпринять вторжение на юг Италии. Посланная им армия под командованием Генриха Калденского не достигла успеха и покинула пределы Сицилийского королевства в ноябре 1190 года.

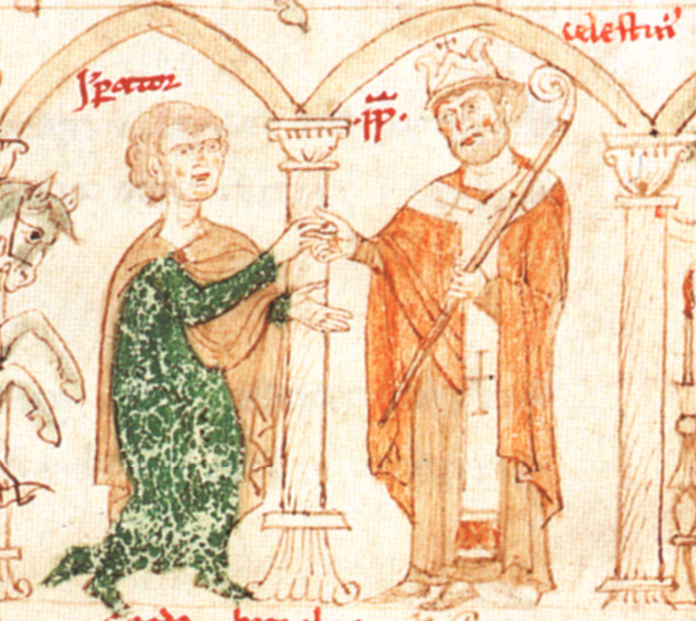
Целестин III коронует Генриха VI — миниатюра из поэмы Петра из Эболи «Liber ad honorem Augusti sive de rebus Siculis»

Разрешив проблемы в Германии, Генрих VI через ещё не засыпанные снегом альпийские перевалы вторгся в Италию в январе 1191 года. Ломбардские города и Пиза поддержали Генриха, и он беспрепятственно достиг Рима в апреле 1191 года. Папа Климент III, признавший королём Сицилии Танкреда, умер, а его преемник Целестин III, который, как показали последующие события, также держал сторону Танкреда, не имел сил противостоять германской армии. 15 апреля 1191 года Генрих VI и Констанция были коронованы новым папой. 29 апреля 1191 года император, невзирая на протест папы, вторгся со своей армией в Южную Италию.
Из-за дезертирства большинства баронов, лишь годом ранее восставших против короля и усмиренных с большим трудом, Танкред не смог собрать против императора равную по силам армию. Сторону Танкреда держали крупные торговые города Кампании и Апулии, которым Танкред даровал новые привилегии, Калабрия и Апулия, где находились ленные владения самого короля и его шурина Ришара Ачерра. Монастырь Монте-Кассино, города Аверса, Капуя и Теано без боя открыли ворота Генриху. Жители Салерно, не дожидаясь приближения Генриха, письменно заверили императора в своей лояльности и пригласили Констанцию провести лето в их городе.
Стремительное наступление Генриха остановилось у стен Неаполя. Обороной города руководил Ришар Ачерра, а после его ранения салернский архиепископ Никола д’Аджелло. С моря Неаполь защищал сицилийский флот под командованием адмирала Маргарита из Бриндизи. Из-за удачных действий последнего Генрих VI и пизанский флот так и не смог полностью блокировать город. Вскоре в германской армии началась эпидемия, и 24 августа 1191 года Генрих VI снял осаду с Неаполя и вскоре вернулся в Германию. Покидая Южную Италию, Генрих VI разместил гарнизоны в захваченных ранее городах, а императрица Констанция осталась в Салерно, своим присутствием поддерживая претензии на корону Сицилии. При известии об отступлении Генриха VI жители Салерно перешли на сторону Танкреда, захватили Констанцию в плен и покушались убить её. Находившийся в Салерно племянник Танкреда сумел спасти Констанцию от расправы и переправить её под стражей в Мессину.
Результаты военных действий 1191 года оказались удачными для Танкреда. Генрих VI был вынужден отступить в Германию, где в течение последующих двух лет (1192—1193) был занят борьбой с Вельфами. Констанция, принесшая права на Сицилию в приданое Генриху, находилась в плену у Танкреда, а, поскольку детей у неё не было, возможная смерть императрицы или её отказ от династических прав могли навсегда освободить Сицилию от претензий Гогенштауфенов. В руках у сторонников Генриха осталась лишь северная Кампания и Абруцци. Весной 1192 года Танкред сумел подчинить себе Абруцци, сведя к минимуму свои территориальные потери в ходе конфликта.

## Поиск союзников
Ещё во время осады Неаполя Генрихом VI папа вёл переговоры с Вельфами — противниками императора. Отступление германской армии развязало руки папе Целестину III, не желавшему возможного объединения Италии под скипетром Гогенштауфенов. В декабре 1191 года Целестин III анафемствовал братию прославленного монастыря Монте-Кассино, сохранявших верность императору.
В июне 1192 года Танкред и папские легаты встретились в Гравине и подписали соглашение. Папа Целестин III, подобно своему предшественнику Клименту III, признал Танкреда королём Сицилии. Инвеститура от папы, сюзерена Сицилийского королевства, имела важное значение для Танкреда, чьи права на престол до этого момента были более чем спорными. В обмен на признание папой своего королевского сана, Танкред был вынужден отказаться от принадлежавших Отвилям со времен Рожера I легатских полномочий на Сицилии. Отныне папы могли направлять на Сицилию легатов без согласия короля, а утверждение новоизбранных сицилийских епископов становилось исключительной прерогативой папы. Отказ от легатских полномочий был большой потерей для короны, но в условиях борьбы с могущественным императором и нелояльности континентальных подданных поддержка папы имела гораздо большее значение. Фактически же преемники Танкреда, не имея более легатских полномочий, сохранили контроль над Церковью на Сицилии в течение двенадцатого-четырнадцатого столетий, что позволило им сохранять власть на острове даже в условиях неоднократных папских отлучений (от Церкви были последовательно отлучены Фридрих II, Манфред, Педро III Арагонский, Федериго II и его потомки вплоть до Федериго III).

«Великодушный Танкред освобождает императрицу Констанцию» — Дженнаро Малдарелли — фрагмент росписи потолка в Королевском дворце в Неаполе (1840)

Ещё одним условием папской инвеституры стала передача Танкредом в руки папы императрицы Констанции. Возможно, Целестин III предполагал вести собственную дипломатическую игру с Генрихом VI, используя в качестве заложницы жену последнего. Но по дороге в Рим Констанция и сопровождавшие её кардиналы были встречены отрядом немецких рыцарей. Констанция попросила их о помощи, и, невзирая на протесты кардиналов, была увезена ими, после чего поспешно вернулась в Германию. Таким образом, Танкред лишился важной заложницы, с помощью которой могло стать возможным примирение с Генрихом VI.
Возможный переход Сицилийского королевства в руки Гогенштауфенов был опасным не только для папы, но и для Византии. Западные императоры, овладев Южной Италией, получили бы удобный плацдарм для нападения на Восточную империю. Оценив опасность, византийский император Исаак II Ангел счел необходимым поддержать Танкреда в борьбе против Генриха VI. Итогом переговоров стал союз двух государств, скрепленный браком Рожера Апулийского, старшего сына и наследника Танкреда, с дочерью Исаака II Ириной (1172—1208). Союз с Византией принес только моральную поддержку: Исаак II был поглощен кризисом в своей империи и не мог оказать никакой помощи.

## Итоги царствования

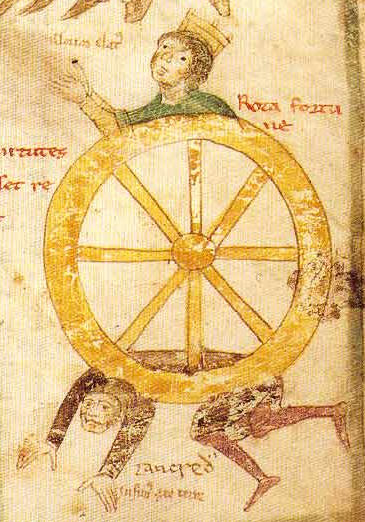
Колесо фортуны: наверху — торжествующий Генрих VI, внизу — раздавленный судьбой Танкред. (Пётр из Эболи. Миниатюра к поэме)

Для закрепления трона за своими потомками Танкред в 1193 году короновал своего сына и наследника Рожера. Но 24 декабря 1193 года Рожер скончался. Смерть наследника стала ударом для короля. После долгой болезни Танкред скончался 20 февраля 1194 года в Палермо.
Наследником Танкреда стал его второй сын — несовершеннолетний Вильгельм III под регентством вдовы короля Сибиллы Ачерра. Узнав о смерти Танкреда, Генрих VI возобновил войну против Сицилии и, практически не встречая сопротивления, завоевал королевство. Сибилла от имени своего сына отреклась от престола, и 25 декабря 1194 года Генрих VI был коронован в Палермо как король Сицилии. Таким образом, в течение года после смерти Танкреда его семья потеряла корону, а государство попало под власть его злейшего противника. Последующие 70 лет, вплоть до 1266 года, Сицилией правили Гогенштауфены.
Победители жестоко расправились с Танкредом. Его останки были выброшены из могилы, его вдова и дочери увезены в плен в Германию, дальнейшая судьба его сына Вильгельма III неизвестна. Имперская пропаганда создала из Танкреда образ жестокого чудовища и узурпатора. Наиболее характерной в этом отношении является поэма Петра из Эболи «Liber ad honorem Augusti sive de rebus Siculis» («Песнь в похвалу Августа и о делах сицилийских») — хроника, являющаяся в ряде случае единственным источником об истории Сицилии в 1189—1194 годах. Чрезвычайно тенденциозный автор называет Танкреда «несчастным эмбрионом» и «отвратительным монстром», а в сопроводительных иллюстрациях представляет короля в виде обезьяны с короной на голове.
Созданный имперской пропагандой образ долгое время мешал адекватно оценить фигуру и деятельность Танкреда. О его правлении известно очень мало. На Сицилии после подавления мусульманского восстания 1190 года Танкред контролировал обстановку и сумел восстановить межконфессиональные и межнациональные отношения в том виде, в каком они существовали при Рожере II. Об этом косвенно свидетельствует тот факт, что греки и мусульмане продолжали играть важную роль при сицилийском дворе при Фридрихе II и Манфреде. На континенте, напротив, постоянные мятежи баронов и присутствие германской армии в северной части Кампании препятствовало установлению твердой власти Танкреда. Годы его царствования были для континентальной части Сицилийского королевства временем хаоса. Известны меры Танкреда по поддержке торговых городов Апулии и Кампании, выразившиеся в даровании им новых привилегий.
Принимая во внимание, что большую часть жизни Танкред был обычным провинциальным бароном и воином и не имел опыта в государственных делах, король добился значительных успехов на дипломатическом фронте. Не имея в начале царствования ни одного союзника, Танкред смог добиться союза и поддержки папы, Византии и Англии.
Главным успехом царствования Танкреда является его успешное противостояние императору Генриху VI. Со смертью Танкреда Сицилийское королевство лишилось своего лидера и потеряло независимость.

## Семья Танкреда
Танкред был женат на Сибилле Ачерра, сестре графа Ришара Ачерра. Известно о шести детях, рождённых от этого брака, а именно:
- Рожер (умер 24 декабря 1193 года) — герцог Апулии, коронован в 1193 году как соправитель отца;
- Вильгельм III (1185 — около 1198) — король Сицилии в феврале — ноябре 1194 года, затем граф ди Лечче[англ.] и князь Таранто;
- Констанца — жена венецианского дожа Пьетро Дзиани
- Вальдрада — жена венецианского дожа Джакопо Тьеполо
- Мария Альбина (около 1180 - около 1216) — жена Готье III Бриенна, активного участника политической борьбы в Сицилийском королевстве в годы малолетства короля Фридриха Гогенштауфена
- ещё одна дочь была жива в 1194 году.

## Использованные источники
- Норвич, Джон. Расцвет и закат Сицилийского королевства. Нормандцы в Сицилии. 1130-1194. — Москва: Центрполиграф, 2005. — С. 246—353. — 399 с. — ISBN 5-9524-1752-3.
- Васильев А. А. История Византийской империи. — СПб.: Алетейя, 2000. — Т. 2. — 593 с. — ISBN 5-89329-200-6.
- Рыжов Константин Владиславович. Все монархи мира. Западная Европа. — Москва: ВЕЧЕ, 2001. — С. 409—410. — 560 с. — ISBN 5-7838-0728-1.